# Pär Lundqvist
Pär Lundqvist, född 29 april 1978, är en svensk politiker (liberal). Han är (regionråd) och gruppledare för Liberalerna och ledamot av (regionfullmäktige) (Västra Götaland), invald för den västra valkretsen. Pär Lundqvist är även ledamot av Liberalernas partistyrelse.  

## Biografi
Sedan 2021 är han ledamot av regionstyrelsen och ordförande i hälso- och sjukvårdsstyrelsen, vårdvalsberedningen samt omställning- och samordningsberedningen i Västra Götalandsregionen. 2022 utsågs han till vice ordförande i personalutskottet. Pär bor med familj i (Härryda).